# Наукова бібліотека Української інженерно-педагогічної академії
Наукова бібліотека Української інженерно-педагогічної академії - науково-інформаційний центр академії з інформаційного забезпечення навчально-педагогічних та наукових процесів та створення цільового інформаційного інженерно-педагогічного ресурсу.

## Історія бібліотеки
Академія розміщується у будівлі – пам’ятнику архітектури 18 ст., частину якої займає бібліотека. Будівлю споруджено у 1766-1777 рр. на місці садиби графа Давієра як палац генерал-губернатора за проектом архітектора Растреллі. З 1805 р по 1958 р. тут був розміщений один з перших університетів країни – Харківський університет (нині ХНУ ім. В.Н.Каразіна). У 1958 р. тут засновано Український заочний політехнічний інститут (УЗПІ), створений за постановою №62 Ради Міністрів України від 24.01.1958 р. та наказом №78 Мінвузу України від 21.02.1958 р. У 1990 р. УЗПІ перейменовано у Харківський інженерно-педагогічний інститут (ХІПІ), у 1994 р. – в Українську інженерно-педагогічну академію (УІПА). Назва бібліотеки змінювалась відповідно до змін назви ВНЗ. Згідно з наказом №166 від 01.06.2010 р. назву бібліотеки змінено на «Наукова бібліотека УІПА».
Першими бібліотекарями були Н.Д. Шагаєва, Г.М.Савченко, Л.Я. Богатова, В.І. Сосипатрова та інші. Очолював бібліотеку Павло Сафронов. 
Початкові фонди отримано з фондів бібліотеки Харківського політехнічного інституту. На кінець 1959 р. фонд бібліотеки нараховував близько 240 тис. прим., на кінець 1964 р. – 622 тис. прим. Зараз  – 872 тис. прим.

## Структура бібліотеки
Структуру НБ складають відділи: наукового формування, опрацювання і каталогізації бібліотечно-інформаційних ресурсів; наукової інформаційно-бібліографічної діяльності; обслуговування; сектора новітніх бібліотечно-інформаційних технологій; філії при іногородніх інститутах УІПА: Навчально-науковому професійно-педагогічному інституті (мм. Артемівськ, Слов’янськ), Навчально-науковому інституті гірничих та освітніх технологій (м. Стаханов).

## Фонди
Бібліотечний фонд багатогалузевий, загальна кількість - 871555 примірників українською, російською, англійською та іншими мовами, з них книг – 507130 примірники, журналів – 70303 примірника, газет –253 річних комплекти. Комплектується літературою з питань машинобудування, енергетики, хімічної та електротехнології, технології зварювання, гірничої справи, швейного виробництвава, з педагогіки, історії та культури, суспільно-політичних та економічних питань. Фонд НБ містить дисертації та автореферати дисертацій, що захищені у спеціалізованих радах УІПА, звіти НДР, дипломні роботи студентів, що рекомендовано кафедрами для довготривалого зберігання. У 2009 р. виокремлено фонд рідкісних та цінних видань. Колекцію українських видань, надрукованих до 1949 р., складають унікальні за змістом видання виробничо-технічної тематики: гідравліки, теплотехніки, електрообладнання, прокатки і прокатних станів, кування, штампування, електричних машин, електроплавлення, підйомно-транспортних машин тощо. Обсяг електронної бібліотеки становить 10062 видань та документів у т ч. «Електронні навчально-методичні видання кафедр», документи електронного архіву (репозиторію) УІПА, електронні версії фахових збірників наукових праць академії (2 назви), електронний архів авторефератів дисертацій науковців УІПА, бібліографічну та біобібліографічну продукцію НБ тощо.

## Довідково-бібліографічна діяльність
Довідково-бібліографічна діяльність
Довідково-бібліографічний апарат складається з генеральних абеткового та систематичного каталогів, картотек та каталогів на окремі види видань: періодичні видання, навчально-методичні видання, автореферати дисертацій, держстандарти, авторські свідоцтва, патенти та інші охоронні документи, літературу іноземними мовами. З 1999 р. ведеться електронний каталог (ЕК), обсяг якого понад 140 тисяч записів. ЕК містить БД «Книгозабезпеченість», яка представлена для користування на сайті б-ки у вигляді спеціальних рубрикаторів. Окремо створюються бібліографічні БД: «Авторські свідоцтва, патенти та інші охоронні документи вчених УІПА» (1300 зап.), та «Праці вчених УІПА» (30515 зап.)

## Читачі бібліотеки
Обслуговування читачів здійснюється в автоматизованому режимі на 5-ми абонементах та в 3-х читальних залах. Щорічно НБ обслуговує за ЄРУ 5271 чоловік, всіма структурними підрозділами – 12419 чоловік. Відвідування становлять 213041, книговидача – 402457 прим.

## Наукова діяльність
Наукова робота – участь у дослідженнях Спільної з інститутом педагогічної освіти і освіти дорослих НАПН України навчально-методичної лабораторії з проблем інженерно-педагогічної освіти; участь у щорічній науково-практичній конференції науково-педагогічних працівників, науковців, аспірантів та співробітників УІПА окремою секцією «Сучасні інформаційно-бібліотечні технології»; організація і проведення науково-практичних конференцій, семінарів, круглих столів. 
Бібліографічна діяльність НБ: створюється і постійно поповнюється електронний інтерактивний науково-допоміжний бібліографічний покажчик «Проблеми сучасної освіти» (щорічно у 2-х вип.), «Інновації в освіті» (щорічно), покажчики з актуальних проблем інженерної педагогіки та освіти. Складаються біобібліографічні покажчики серії «Вчені УІПА – ювіляри».

## Впровадження новітніх інформаційних технологій
Впровадження новітніх інформаційних технологій розпочалося у 1999р. Бібліотека отримала грант від фонду «Відродження» та Інституту «Відкрите суспільство» і розпочала роботу зі створення ЕК в АБІС «Liber-Media”. З 2006 р. працює в АБІС «ІРБІС». Автоматизовано процеси комплектування, каталогізації, книговидачі. З 2007 року функціонує сайт НБ (http://library.uipa.edu.ua/) з доступом до електронного каталогу, електронного архіву (репозиторію) ElAr UIPA (https://web.archive.org/web/20130127080945/http://uipa.edu.ua/jspui/), та цільового ресурсу «Інженерно-педагогічна освіта». Користувачі бібліотеки мають доступ до Інтернет з автоматизованих робочих місць та за Wi-Fi технологією. 
В бібліотеці працює висококваліфікований колектив, штат якої нараховує 16 чол.
Вагомий внесок в розвиток бібліотеки зробили директори бібліотеки Г.М.Іванова (1965 - 1982 рр.), Л.С.Цимбал (1982 – 2004 рр.), методист В.І.Сосипатрова (1959 – 2009 рр.). Протягом тривалого часу директор бібліотеки Г.М. Іванова була членом Республіканської науково-методичної комісії при Мінвузі України, членом бюро міжвузівського методичного об’єднання. Пізніше ці функції виконувала директор бібліотеки Л.С.Цимбал. З 2004 по 2017 р. бібліотеку очолювала Н.М.Ніколаєнко, з листопада 2017 р. директор  – С. В.Карпенко.
Сьогодні Наукова бібліотека УІПА шукає нові підходи до процесу обслуговування користувачів, удосконалює свою діяльність, розширюючи спектр бібліотечно-інформаційних он-лайн послуг
Адреса Наукової бібліотеки: 61003, м. Харків, вул. Університетська,16.
адреса вебсайту НБ: http://library.uipa.edu.ua/

## Список джерел
1. Багалей Д. И. История города Харькова за 250 лет его существования (1655-1905) : историческая монография : В 2 т. Т. 1 / Д. И. Багалей, Д. П. Миллер. – Репринт. изд. – Харьков, 1993. – 568 с.
2. Цимбал Л .С. Бібліотека Української державної інженерно-педагогічної академії / Л. С. Цимбал // Енциклопедія Сучасної України. – Київ, 2003. – Т. 2 : Б-Біо. – С. 716.
3. Цимбал Л. С.Шлях довжиною в 40 років. Бібліотека Української інженерно-педагогічної академії / Л. С. Цимбал, В. І. Сосипатрова // Історія освітянських бібліотек України : наук. збірник / АПН України, Держ. наук.-пед. б-ка України ім. В. О. Сухомлинського. – Київ : Вирій, 2006.–  С. 262–274.